# Акшинский заказник
Акши́нский зака́зник — государственный зоологический заказник регионального значения на юге Забайкальского края.
Образован на территории Акшинского района (решение Читинского облисполкома № 437 от 01.09.1983 года) на площади 59 600 га. Постановлением главы администрации Читинской области № 904 от 23.10.1998 года площадь увеличена до 66 600 га. Причиной создания заказника явилась наметившаяся тенденция сокращения численности охотничье-промысловых животных в результате интенсивной охоты. Цели создания — охрана животного и растительного мира, в том числе редких и исчезающих видов, восстановление и увеличение численности диких животных, обогащение ими смежных территорий, сохранение среды обитания.

## Географическое описание
Заказник расположен в зоне горной тайги по трём водораздельным хребтам между реками Акша — Урей, Акша — Джила, Акша — Курулга (на северных отрогах хребта Становик и южных отрогах Даурского хребта) на высотах 1000—2000 м над уровнем моря. Рельеф средневысотный. Территория относится к водосборному бассейну реки Амур. Основной водоток — река Акша (левый приток Онона). Кроме него имеется ряд притоков — мелких речек и ручьёв с быстрым течением и каменистым руслом. Климат резко континентальный с большими годовыми и среднесуточными амплитудами температур. Экспликация земель (%): 93,3 — леса, 3,3 — гольцы, 1,7 — вырубки, 0,9 — болота, 0,5 — крутые склоны, 0,3 — гари.

## Флора и фауна
Растительность сформирована лиственничными лесами из лиственницы Гмелина с подлеском из рододендрона. В заказнике произрастают сибирский кедр, сосна обыкновенная, кедровый стланик, рябина, барбарис, брусника, жимолость, берёза, тополь, лилейные, ирисы, спиреи, осоки и др. растения. Из видов, занесённых в Красную книгу Забайкальского края, встречаются красоднев малый, лук алтайский, лилия пенсильванская, барбарис сибирский, родиола розовая, рябина сибирская, астрагал перепончатый и др. Есть лекарственные растения — бадан, пихта, черёмуха обыкновенная, багульник болотный, малина, валериана, шиповник и др.
Из животных в заказнике обитают лось, изюбрь, косуля, кабан, кабарга, медведь, волк, рысь, соболь, барсук, горностай, белка, заяц-беляк, глухарь, тетерев, рябчик, японский перепел, рукокрылые, земноводные, рептилии и др. В реке Акша обычны ленок и хариус, в большую воду заходит таймень. Из животных, занесённых в федеральную и региональную Красные книги РФ, отмечены манул, чёрный аист, журавль-красавка, беркут, сапсан, большой кроншнеп, филин, узорчатый полоз, таймень и др.

## Охрана
Границы заказника обозначены аншлагами. Охрана осуществляется штатными инспекторами, которые также ведут фенологические наблюдения, мониторинг животного мира (в том числе ежегодный учёт численности охотничьих видов зверей и птиц), выполняют биотехнические мероприятия — для диких копытных животных на солонцы развозят соль, заготавливают сено, веники, для кабанов выкладывают зернофураж, ведут регулирование численности волка. Эти мероприятия, совместно с полным запретом охоты на территории заказника, способствуют поддержанию численности диких животных в сопредельных угодьях, на которых охота разрешена. Акшинский заказник находится в ведении ГУ «Объединённая дирекция государственных биологических заказников Забайкальского края».